# Corbeille à propagules
 (avril 2017).
Si vous disposez d'ouvrages ou d'articles de référence ou si vous connaissez des sites web de qualité traitant du thème abordé ici, merci de compléter l'article en donnant les références utiles à sa vérifiabilité et en les liant à la section « Notes et références ».
Pour les articles homonymes, voir Corbeille.

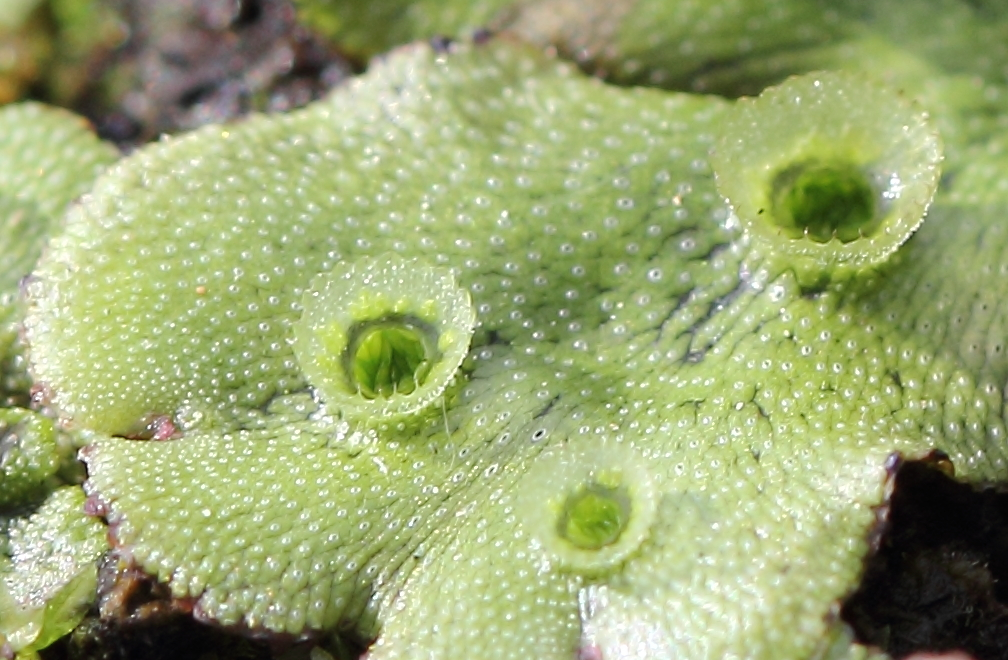
Corbeilles à propagules chez l'hépatique des fontaines.

Une corbeille à propagules est un petit organe en forme de bol souvent présent chez les bryophytes contenant des massifs cellulaires appelés propagules, formés par la fragmentation végétative du gamétophyte.